# تكنوس جابان
تكنوس جابان (بالإنجليزية: Technōs Japan Corporation)‏ (باليابانية: 株式会社テクノスジャパン) ، هي شركة يابانية لصناعة ألعاب الفيديو، أفتتحت سنة 1981م، وأعلنت إفلاسها رسمياً سنة 1996م، كانت مقر الشركة في العاصمة اليابانية طوكيو.

## مصدر
1. ↑  Double Dragon and other Technos brands acquired by Arc System Works (update) - Polygon نسخة محفوظة 02 يناير 2018 على موقع واي باك مشين.

## وصلات خارجية
- Technōs Japan Portal Website Official website
- Technōs Japan Corp. على موبي غيمز
- American Technōs Inc. على موبي غيمز
- Russian Nekketsu Community
- Polish Nekketsu Community
- Nekketsu Kakutou Densetsu Community